# Кен (сатрап)
Кен (др.-греч. Κοίνος) — македонский сатрап Сузианы, занимавший этот пост в двадцатых годах IV века до н. э.

## Биография
По всей видимости, на должность наместника Сузианы Кен был назначен Александром Македонским. По предположению Стоянова Е. О., именно этот Кен, согласно сообщению Курция Руфа, мог известить царя «о происходившем в Европе и Азии, пока он сам покорял Индию».
Точное время правления Кена неизвестно. Так, Диодор Сицилийский в своем наиболее полном сохранившемся списке, основанном на труде Иеронима из Кардии, не упоминает имени того, за кем было закреплено владение Сузианой при разделе сатрапий в Вавилоне в 323 году до н. э. после смерти царя. По замечанию Смирнова С. В., данный факт пропуска столь важной сатрапии вызывает большое недоумение. Но Юстин и некоторые другие авторы прямо указывают Кена. Орозий называет имя Скина
В 321 году до н. э. при новом распределении в Трипарадисе Сузиану получил командир аргираспидов Антиген. Возможно, что Кен во время Первой войны диадохов поддержал Пердикку, за что и был лишён своего поста.